# 白水带水月宫
白水带水月宫，位于中国广东省江门市外海镇麻园乡白水带，为江门市的一个市、县级文物保护单位，类型为近现代重要史迹及代表性建筑，公布时间为1998年。
白水带水月宫的历史年代为清道光。